# Назарет, Питер
Питер Назарет (англ. Peter Nazareth; р. 27 апреля 1940) — угандийский и американский научный писатель, драматург и литературный критик.
По происхождению не принадлежит к коренным народам Уганды: хотя он родился в этой стране, его отец был индийцем из Гоа, а мать — малайзийкой. Первое высшее образование получил в угандийском университете Макерере, затем окончил Лондонский и Лидский университеты в Великобритании. После завершения образования занял высокий пост советника в министерстве финансов во время правления Иди Амина, но в 1973 году выиграл стипендию в Йельском университете (США) и эмигрировал из Уганды.
В настоящее время Назарет является профессором английских и афроамериканских исследований в университете штата Айова, где также является консультантом Международной писательской программы. Научная деятельность Назарета касается истории, культурологии, литературоведения, этнографии, фольклора и популярной культуры. Внимание СМИ привлёк читаемый им курс «Элвис как антология», в котором он исследует мифологические корни роли Элвиса Пресли в современной культуре. Написал большое количество работ по литературе народов Африки, истории афроамериканцев, проблемах миграции азиатских и африканских народов и так далее.